# Haras de Făgăraș
Le haras de Făgăraș, également nommé haras de Sambata de Jos (roumain : Herghelia Sâmbăta de Jos), est situé à 12 km au nord-est de la ville de Făgăraș, dans la commune de Sambata de Jos. C'est le plus grand haras roumain d'élevage du Lipizzan. Il héberge environ 45 chevaux et poulains.

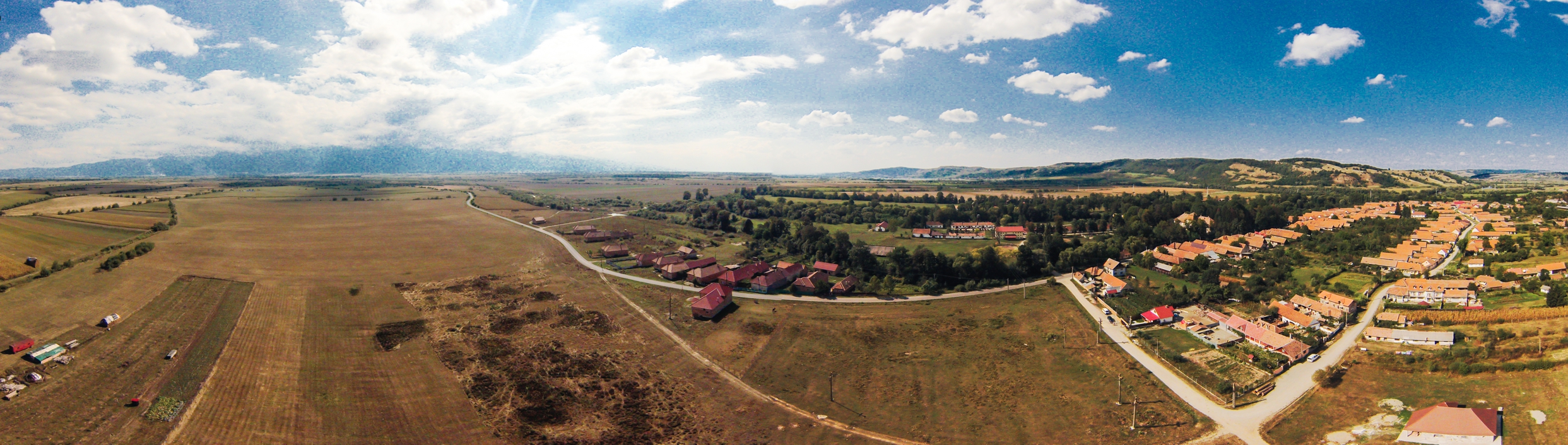
Vue aérienne de Sambata de Jos.

## Histoire
Ce haras est créé en 1874, établissant la base génétique du Lipizzan en Roumanie. Il est à l'origine de la préservation de l'une des huit lignées de Lipizzan reconnues par la Lipizzan International Federation (LIF), celle d'Incitato, né à Beclean en 1810.
Il est nationalisé en 1948, et reste la propriété de l'État jusqu'en 1990. Depuis, il est géré par l'Office forestier d'État de Romsilva. Il propose des séances d'équitation et d'attelage aux visiteurs intéressés, sur réservation.

## Chevaux célèbres
Les chevaux d'élevage de Sambata de Jos sont reconnus internationalement pour leurs performances à l'attelage. Deux juments de lignée Maestozo ont remporté trois fois le championnat du monde d'attelage, et plusieurs chevaux issus de ce haras participent aux championnats nationaux d'attelage dans différents pays, ainsi qu'aux championnats du monde d'attelage à deux et à quatre chevaux.
Neapolitano XXIX-18, un étalon Lipizzan noir rendu célèbre par le film Shadow et moi (2011), est né en 1997 dans ce haras,,. Il a été acheté en Roumanie par M. Gotthjalpsen.